# Zwartkeeltodietiran
De zwartkeeltodietiran (Hemitriccus granadensis) is een zangvogel uit de familie Tyrannidae (tirannen).

## Verspreiding en leefgebied
Deze soort komt voor van Venezuela tot Peru en telt zeven ondersoorten:
- H. g. lehmanni: Sierra Nevada de Santa Marta.
- H. g. intensus: noordwestelijk Venezuela.
- H. g. federalis: noordelijk Venezuela.
- H. g. andinus: noordelijk-centraal Colombia en westelijk Venezuela.
- H. g. granadensis: van centraal Colombia tot noordelijk Ecuador.
- H. g. pyrrhops: zuidoostelijk Ecuador en noordelijk Peru.
- H. g. caesius: zuidoostelijk Peru en westelijk Bolivia.

## Status
De grootte van de populatie is niet gekwantificeerd maar de soort wordt omschreven als vrij algemeen maar met een versnipperde verspreiding. Op de Rode lijst van de IUCN heeft deze soort de status niet bedreigd.